# Steve Christoff
Steven Mark "Steve" Christoff, född 23 januari 1958 i Springfield i Illinois, är en amerikansk före detta ishockeyspelare.
Christoff blev olympisk guldmedaljör i ishockey vid vinterspelen 1980 i Lake Placid.